# Croix du Roi Louis
La croix du Roi Louis (en allemand, König Ludwig-Kreuz) était une distinction du royaume de Bavière.

## Histoire
La croix est donnée pour la première fois le 7 janvier 1916 par le roi Louis III de Bavière en signe de reconnaissance pour les personnes qui pendant la Première Guerre mondiale ont rendu des services spéciaux à l'armée bavaroise ou au bien-être du pays par le biais d'un travail bénévole.

## Description
La distinction est produite en grand nombre : 250 exemplaires en argent pour le cabinet du roi, les ministères et à des fins de collection, environ 30 000 exemplaires en bronze, 20 000 exemplaires en fer et en 1918 environ 40 000 exemplaires en zinc, chacun teinté de noir.
La croix a des bras lisses et arrondis qui s'élargissent vers l'extérieur. Sur l'avers, dans le bouclier central ovale, il y a le profil de la tête du roi Louis III regardant vers la droite conçu par Bernhard Bleeker. Le revers montre la date sur deux lignes (date de fondation) dans la plaque centrale : « 7. I. / 1916 » sur fond du blason bavarois.
Les dimensions de la croix sont une hauteur de 42 mm et une largeur de 39 mm et pour le bouclier central une hauteur de 23 mm et une largeur de 20 mm.
La décoration est portée sur un ruban bleu ciel avec des côtes croisées blanc-bleu au milieu sur la poitrine gauche.